# Mithrenes whiteheadi
Mithrenes whiteheadi är en insektsart som först beskrevs av Kirby 1896.  Mithrenes whiteheadi ingår i släktet Mithrenes och familjen Phasmatidae. Inga underarter finns listade i Catalogue of Life.